# Julie Foudy
Julie Maurine Foudy (nacida el 23 de enero de 1971 en San Diego, California) es una futbolista estadounidense retirada que integró la selección femenina de fútbol de los Estados Unidos entre 1987 y 2004, finalizando con 271 partidos jugados. Fue la capitana del equipo desde 2000 hasta su retiro en 2004.
En 1991 ganó el Campeonato Mundial de la FIFA, y en la victoria contra China destacó junto a figuras como Mia Hamm, Michelle Akers, Kristine Lilly, Brandi Chastain y Joy Fawcett.
Su retiro, junto con el de Mia Hamm y Joy Fawcett, marcaron el fin de lo que los medios llamaron la era dorada del fútbol femenino.
Foudy también fue la capitana del San Diego Spirit, de la WUSA. La WUSA suspendió sus operaciones en septiembre de 2003; Foudy es la representante oficial de las jugadoras en los actuales esfuerzos de resucitar la liga.